# Agudos do Sul
Agudos do Sul es un municipio brasileño del estado de Paraná. Tiene una población estimada al 2022 de 10 233 habitantes. Ubicado en la frontera con Santa Catarina, forma parte de la Región Metropolitana de Curitiba.

## Toponimia
El nombre es una referencia geográfica, que surge de la existencia en el municipio de un cerro abrupto, de elevación irregular, cuya altitud es cercana a los cincuenta metros y presenta pendientes escarpadas.

## Historia
Los inicios de la ocupación de Agudos do Sul se remontan al Siglo XIX, cuando el lugar era conocido simplemente como Agudo y su territorio pertenecía al actual municipio de São José dos Pinhais. 
Se formó como distrito en 1902, y en 1943 cambió su nombre a Carijós. Adoptó el nombre actual de Agudos do Sul en 1947.
En 1951, se formó como distrito del entonces nuevo municipio Tijucas do Sul. Se emancipó en 1961.